# 노스아메리칸 F-86 세이버
노스아메리칸 F-86 세이버(영어: North American F-86 Sabre)는 미국의 노스아메리칸이 제작한 아음속 제트 전투기이다. 종종 세이버제트(Sabrejet)로 불렸다. 미국 최초의 후퇴익 비행기이기도 하다. 한국 전쟁에서 소련의 미코얀-구레비치 MiG-15와 세계 최초로 제트기 사이의 도그파이트를 벌인 기체로 당시 미군의 중요한 공중 전력이었다. F-86 세이버는 다른 시대의 전투기와 비교해도 높은 평가를 받는다. 초창기 제트 전투기로 1940년대 후반에 개발되었으며 1950년대 말 무렵 이미 구식이 되었지만 다양한 임무 수행 능력과 적응성으로 여러 나라의 공군에서 최전방 전투기로 계속 사용되었다.
1949년부터 1956년까지 []미국]], 일본, 이탈리아에서 7,800 대 이상 생산되었다. 미국 해군은 항공모함 탑재형으로 변형한 FJ-2/3 퓨리 738 대를 도입하였다. 오스트레일리아와 캐나다도 변형 모델이 생산되었다. 캐나나형 모델인 캐너데어 세이버는 1,815 기가 제작되었고, 오스트레일리아 모델인 CAC 세이버는 112 기가 생산되었다. 변형 모델을 포함한 F-86 세이버의 총 제작 수량은 9,860 기로 서방 세계의 제트 전투기 생산량 가운데 가장 많다.

## 개발

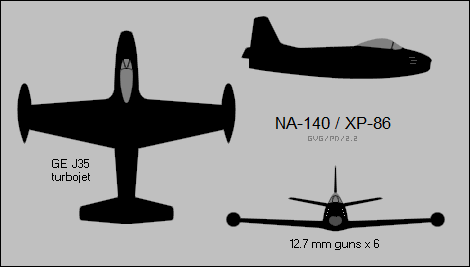
개발 초기의 NA-140/XP-86, 직선익 형태를 지녔다.

노스아메리칸이 제2차 세계 대전 당시 제작한 전투기는 P-51 머스탱으로 프로펠러 전투기이었다. 1944년 말 노스아메리칸은 미 해군에 최초의 제트 전투기 FJ-1 퓨리를 제안하였다. FJ-1 퓨리는 P-51 머스탱에서 파생된 직선익을 가진 과도기적 제트 전투기였다. 미국 공군의 전신인 미국 육군 항공대는 중간 비행 거리에 제트 엔진을 추력으로 하는 단좌식 고고도 전투기를 요구하여 호위 전투기 및 전투폭격기로 사용하고자 하였다. 노스아메리카는 1944년 중반 이러한 요구 조건에 맞춘 새로운 제트전투기 개발에 착수하였다. 노스아메리칸은 1945년 초 네 종류의 시안을 제출하였다. 미국 육군 항공대는 그 가운데 하나를 선택하였고, 이에 따라 XP-86로 이름붙인 시제기 3 대를 계약하였다. XP-86은 미국 해군에 납품한 FJ-1 퓨리의 개발 성과를 바탕으로 육군 항공대의 요구 조건을 맞추기 위해 수정하였다. 이로서 XP-86은 FJ-1 퓨리의 최고 속도인 547 mph (880 km/h)보다 빠른 582 mph (937 km/h)의 최고 속도를 예상하였다. 당시 XP-86의 경쟁 상대인 XP-80과 XP-84는 이미 개발을 진행하고 있는 시점이었기 때문에 노스아메리칸은 XP-86의 성능이 이들과 동등하다면 미국 육군 항공대 입장에서는 굳이 추가 비용을 들이며 새로운 전투기를 개발할 이유가 없었고, 계약은 취소될 수도 있었다.
결정적으로 XP-86은 요구 최고 속도인 600 mph (970 km/h)를 충족할 수 없었다. 노스아메리칸으로서는 경쟁 기종을 앞지를 급진적인 변화를 빠르게 고안해 내야만 했다. 노스아메리칸은 페이퍼클립 작전의 일환으로 입수한 독일의 공기역학 데이터를 이용하였고 고속 비행시 일어나는 압축률 문제를 해결하고 항력을 줄이기 위해 후퇴익을 도입하였다. 2차 대전 당시 독일의 항공공학자들은 이미 후퇴익의 이점을 연구하고 있었다. 계계약 취소의 위기를 맞은 경영진은 일부 임원의 격렬한 반대에도 불구하고 XP-86의 후퇴익 도입을 밀어붙였고 35°의 후퇴각을 갖도록 재설계되었다. 시제기에는 독일이 개발한 제트기였던 메서슈미트 Me 262의 특징이었던 자동 슬랫과 전기적으로 작동되는 꼬리날개 역시 적용되었다. 훗날 한국 전쟁으로 실전 경험을 얻은 뒤에는 고정형 리딩 엣지를 6 인치 확장하고 윙팁를 3 인치 확장한 "6-3 날개" 형태의 세이버가 많았다
이렇게 개발된 XP-86 시제품은 1947년 8월 8일에 첫선을 보였고 미국 육군 항공대는 F-86으로 등재하였다. 1947년 10월 1일 오늘날 에드워즈 공군기지인 캘리포니아 무록 건조 호수에서 첫 비행이 이루어졌다. 조종사는 2차 대전의 에이스였던 조지 웰치이었다.
1947년 9월 18일 미국 육군 항공대를 모태로 미국 공군이 창군되었다. 미국 공군의 전략공군사령부는 제22 폭격비행단, 제1 전투비행단, 제1 전투요격비행단에 F-86을 배치하였다.
한국 전쟁이 일어나자 미국 공군은 처음에는 P-51 머스탱, F4U 콜세어 등을 투입하였으나 전선에 MiG-15가 적기로 등장하자 B-29 슈퍼포트리스의 호위를 담당할 제트 전투기의 필요성을 절감하게 된다. 그러나 당시 투입되었던 P-80 슈팅스타나 F-84 썬더제트 같은 직선익 제트 전투기는 MiG-15를 막아내는데 역부족이었고 F-86 세이버가 MiG-15에 대항할 전투기로 부각되었다. F-86 세이버와 MiG-15의 공중전은 사상 최초의 제트 전투기간 도그파이트였다.

### 기록

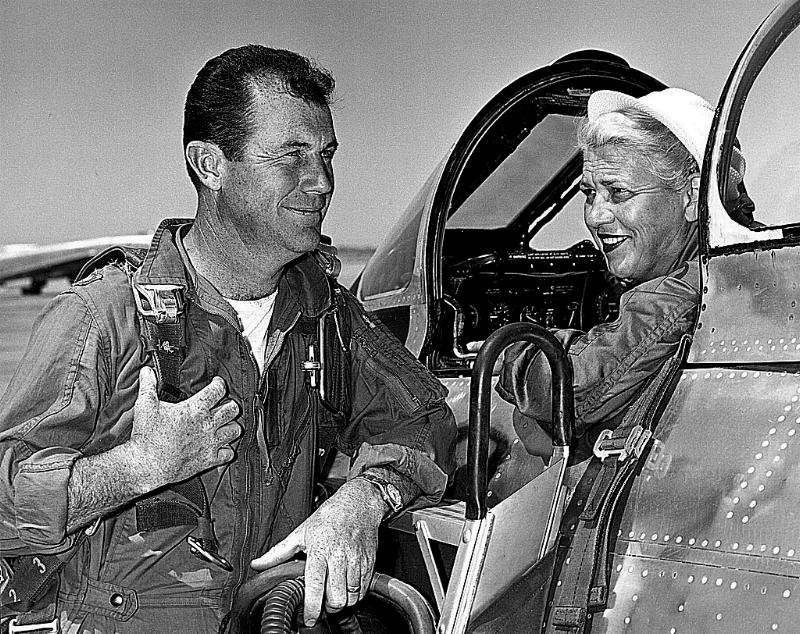
캐나데어 세이버의 조종석에 앉아 있는 재클린 코크런과 그 옆에 서 있는 척 예거

1948년 9월 15일 딕 존슨이 조종한 F-86A는 무록 건조호수에서 671 마일 매 시 (1,080 km/h)의 비행속도기록을 수립하였다. 5년 후인 1953년 5월 18일, 재클린 코크런은 척 예거와 함께 캐나다제 F-86 세이버 마크 3를 조종하며 음속을 돌파한 최초의 여성이 되었다.

## 설계

### 최초 설계와 개량
F-86은 요격기용과 지상 공격기용 모두 생산되었다. 생산 수명 동안 여러 변형 모델이 도입되었으며, 개선 및 다양한 무장이 적용되었다.
시제기인 XP-86에는 4,000 lbf (18 kN)의 추력을 내는 제너럴 일렉트릭 J35-C-3 제트 엔진이 장착되었다. 이 엔진은 GM의 쉐보레 사업부에서 생산되었으며, 이후 앨리슨 엔진 컴퍼니로 생산이 이전되었다. F-86A-1은 이보다 강한 제너럴 일렉트릭 J47 엔진이 장착되어 5,200 lbf (23 kN)의 추력을 내었고, F-86H의 제너럴 일렉트릭 J73 엔진은 9,250 lbf (41 kN)의 추력을 냈다.

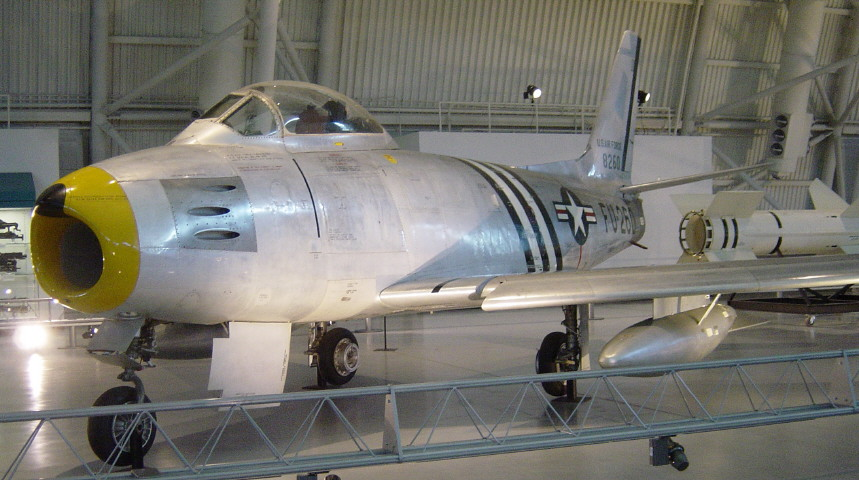
국립항공우주박물관에 전시된 F-86 세이버

전폭기 버전인 F-86H는 네이팜탄을 실을 수 있는 외부 연료탱크를 포함하여 최대 2,000 lb (910 kg)의 폭탄을 탑재할 수 있었다. 훈련에서는 일부에 2.75 인치 관성 로켓탄이 탑재되었지만, 실제 전투에서는 5 인치 로켓이 탑재되었다. F-86는 항속 거리 연장을 위한 연료 탱크 한 쌍을 장착할 수 있었으며 비행 중 필요할 경우 버릴 수 있었다. 비행기의 맨 앞부분인 노우즈에 전기식으로 격발되는 M2 브라우닝 기관총 6정을 달았다.
초기 모델은 자이로 조준경이 장착되어 있었고 최종 모델인 F-86A-5-Na 및 F-86E에는 A-1CM 조준경-AN/APG-30 레이더가 장착되어 있었다. 이 레이더는 한국 전쟁에서 MiG-15에 대응하는데 효과적인 것으로 입증되었다.

### 비행 특성
프로펠러에 익숙하였던 기존의 조종사들이 제트 전투기를 조종하는 것은 생각보다 많은 어려움이 있었고, 비행중 사고가 끊이지 않았다. 특히 제트 엔진의 추력이 점점 더 커지면서 이에 따라 이착륙시 큰 양력발생으로 인한 조종 난이도 상승, 급격한 회전으로 인한 사고, 이전에는 경험해 보지 못한 중력가속도가 문제로 떠올랐다. 이 때문에 제조사들은 현역 전투비행단을 방문하여 사고율을 낮추기 위한 교육 및 시범 비행을 보이는 전환 교육 프로그램을 시행했다.

## 운용

### 6.25 전쟁
소련의 미그 15가 1950년 11월 공중전에 등장했다. 이것은 유엔군의 모든 전투기들보다 성능이 좋았다. 이에 대응하여, F-86 3개 비행대대가 1950년 12월 극동으로 급파되었다. F-86은 회전, 강하에서 미그 15보다 뛰어났다. 그러나 미그 15는 최고고도, 가속도, 상승률, 줌에서 더 뛰어났다. 소련 공군의 미그기는 중국 만주의 공군기지들에서 출격했으며, 김포 K-14 공군기지의 제4전투비행단 소속 2개 비행대대와 교전했다. 많은 미군 조종사들은 제2차 세계대전의 베테랑인 반면에, 북한과 중국은 전투경험이 없었다. 이것이 F-86의 많은 승리요인이었다. 그러나 F-86 조종사들이 더 잘 훈련된 소련 조종사들이 모는 미그 15에 대해 압도하지는 못했다는 것은 명백하다.
미그 15는 소련 조종사가 대부분이었지만, 전쟁기간 중 점점 북한, 중국 조종사가 늘어났다.

F-86 조종사들은 792대의 미그기를 격추시켰고 78대 격추되었다. 승률은 10:1 이었다. Dorr, Lake, Thompson의 더 최근의 연구에 의하면 실제 승률은 2:1에 가까웠다.
소련은 중국과 함께 600대 이상의 F-86을 격추시켰다고 주장한다.

최근 미국 공군의 랜드 연구소 보고서는 한국전쟁 중 F-86 vs. MiG-15의 연구에서, F-86의 전체 요격:피격 비율이 1.8:1이며, 미그 15와의 교전해서는 1.3:1이라고 밝혔다. 그러나 이 연구 보고서는 많은 오류가 있다는 공격을 받았다.
1978년 2월 23일, 미국 벤자민 로젠탈 하원의원(민주당, 뉴욕주)은 하원 청문회에서 한국은 A10 구매 의사가 있는지를 물었고, 브라운 국방장관은 한국은 근접공중지원기 구매를 원한지만 A10인지 A7인지는 모르겠다고 답변했다.
1978년에 대한민국은 미국측에 랜스 미사일과 A7E 콜세어 공격기를 제공해 달라고 요청했으나, 거부당했다. 1978년 3월 1일 미국 하원 예산위 국가안보특별소위원회에서, 짐 매톡스 민주당 텍사스 의원은 "한국이 요청한 랜스 미사일과 A7E 공격기를 제공하지 않음으로써, 한국의 자주국방계획을 지연시키고 있는 것이 아니냐?"고 질문했고, 브라운 국방장관은 "우리는 한국의 전력증강계획을 지연시키지 않고 있다"고 강조했다.
1979년 8월 4일 한국 공군이 현재 보유 중인 F-86 세이버 전투기를 대체하기 위해 F5E 전폭기와 F5F 훈련기의 라이센스 생산을 카터 정부에 요청할 것이라고 보도되었다. 카터 정부는 F-16의 라이센스 생산은 거부했으나, F-5 이외에 A-7 콜세어 II와 A-10 썬더볼트 II도 검토되고 있다고 보도되었다.

## 제원 (F-86F-40-NA)
정보의 출처: The North American Sabre
일반 특성
- 승무원: 1
- 길이: 37 ft 1 in (11.4 m)
- 날개폭: 37 ft 0 in (11.3 m)
- 높이: 14 ft 1 in (4.5 m)
- 날개면적: 313.4 sq ft (29.11 m²)
- 공허중량: 11,125 lb (5,046 kg)
- 탑재중량: 15,198 lb (6,894 kg)
- 최대이륙중량: 18,152 lb (8,234 kg)
- 엔진: 1× General Electric J47-GE-27 turbojet, 5,910 lbf (maximum thrust at 7.950 rpm for five min) (26.3 kN)
- Fuel provisions 내부연료: 437 갤런 (1,650 리터), 외부연료: 2 x 200 갤런 (756 리터) JP-4 연료

성능
- 최대속도: 687 mph at sea level at 14,212 lb (6,447 kg) combat weight
also reported 678 mi/h (1091 km/h) and 599 at 35000 ft (10.6 km) at 15,352 pounds (6,960 kg). (597 노트, 1,105 km/h at 6446 m, 1,091 and 964 km/h at 6,960 m.)
- 항속거리: 1,525 mi, (1,753 NM, 2,454 km)
- 상승한도: 49,600 ft at combat weight (15,100 m)
- 상승률: 8,100 ft/min at sea level (41 m/s)
- 추력대중량비: 0.38

- Lift-to-drag ratio: 15.1
- 스톨속도 (엔진정지시): 124 mph (108 노트, 200 km/h)
- 착륙거리: 2,330 ft, (710 m)
- 상승시간: 30,000 ft (9,100 m)까지 5.2 분 걸림

무장
- 기관포: 6 × 0.50 in (12.7 mm) M3 기관총 (1,800발)
- 로켓: 다양한 로켓 발사대 가능: 2 × 마트라 로켓 포드 (18× SNEB 68 mm 로켓)
- 미사일: 2× AIM-9 사이드와인더
- 폭탄: 4개의 하드포인트에 5,300 lb (2,400 kg)까지 폭탄 장착가능. 보통 바깥쪽 2개의 하드포인트에 폭탄을 장착하고, 안쪽 2개 하드포인트에는 2 × 200 갤런 외부연료탱크를 장착함. 2 × 1,000 lb 폭탄과 2 × 200 갤런 외부연료탱크를 장착할 수 있음. 네이팜탄, 핵폭탄 장착가능

## 같이 보기
- 미코얀-구레비치 MiG-15